# Strażnica WOP Czelin
Strażnica Wojsk Ochrony Pogranicza Czołno/Czelin – zlikwidowany pododdział Wojsk Ochrony Pogranicza pełniący służbę graniczą na granicy państwowej z Niemiecką Republiką Demokratyczną/Republiką Federalną Niemiec.
Strażnica Straży Granicznej w Czelinie – zlikwidowana graniczna jednostka organizacyjna Straży Granicznej realizująca zadania bezpośrednio w ochronie granicy państwowej z Republiką Federalną Niemiec.

## Formowanie i zmiany organizacyjne
Strażnica została sformowana w 1945 w strukturze 11 komendy odcinka Mieszkowice jako 53 strażnica WOP (Czołno) o stanie 56 żołnierzy. Kierownictwo strażnicy stanowili: komendant strażnicy, zastępca komendanta do spraw polityczno-wychowawczych i zastępca do spraw zwiadu. Strażnica składała się z dwóch drużyn strzeleckich, drużyny fizylierów, drużyny łączności i gospodarczej. Etat przewidywał także instruktora do tresury psów służbowych oraz instruktora sanitarnego.
Na początku 1947 obsada personalna strażnicy została wymieniona z obsadą 187 strażnicy WOP Łysa Polana.
W związku z reorganizacją oddziałów WOP, 24 kwietnia 1948 strażnica OP nr 53 Czelin została włączona w struktury 38 batalionu Ochrony Pogranicza, a 1 stycznia 1951 121 batalionu WOP w Mieszkowicach.
Od 15 marca 1954 wprowadzono nową numerację strażnic, a 53 strażnica WOP Czelin III kategorii otrzymała nr 51 w skali kraju. 
W 1956 rozpoczęto numerowanie strażnic na poziomie brygady. Strażnica WOP Czelin II kategorii była 23. w 9 Brygadzie WOP, w Krośnie Odrzańskim.
121 batalion WOP w Mieszkowicach został rozformowany w 1958. . Strażnice rozformowanego batalionu włączono w struktury 93 batalionowi w Słubicach(sic!). Strażnicę WOP Czelin włączono w struktury 122 batalionu WOP w Chojnie. 12 Pomorskiej Brygady WOP w Szczecinie.
Po reorganizacji 122 batalionu WOP w 1958 Strażnica WOP Czelin posiadała nr 2.

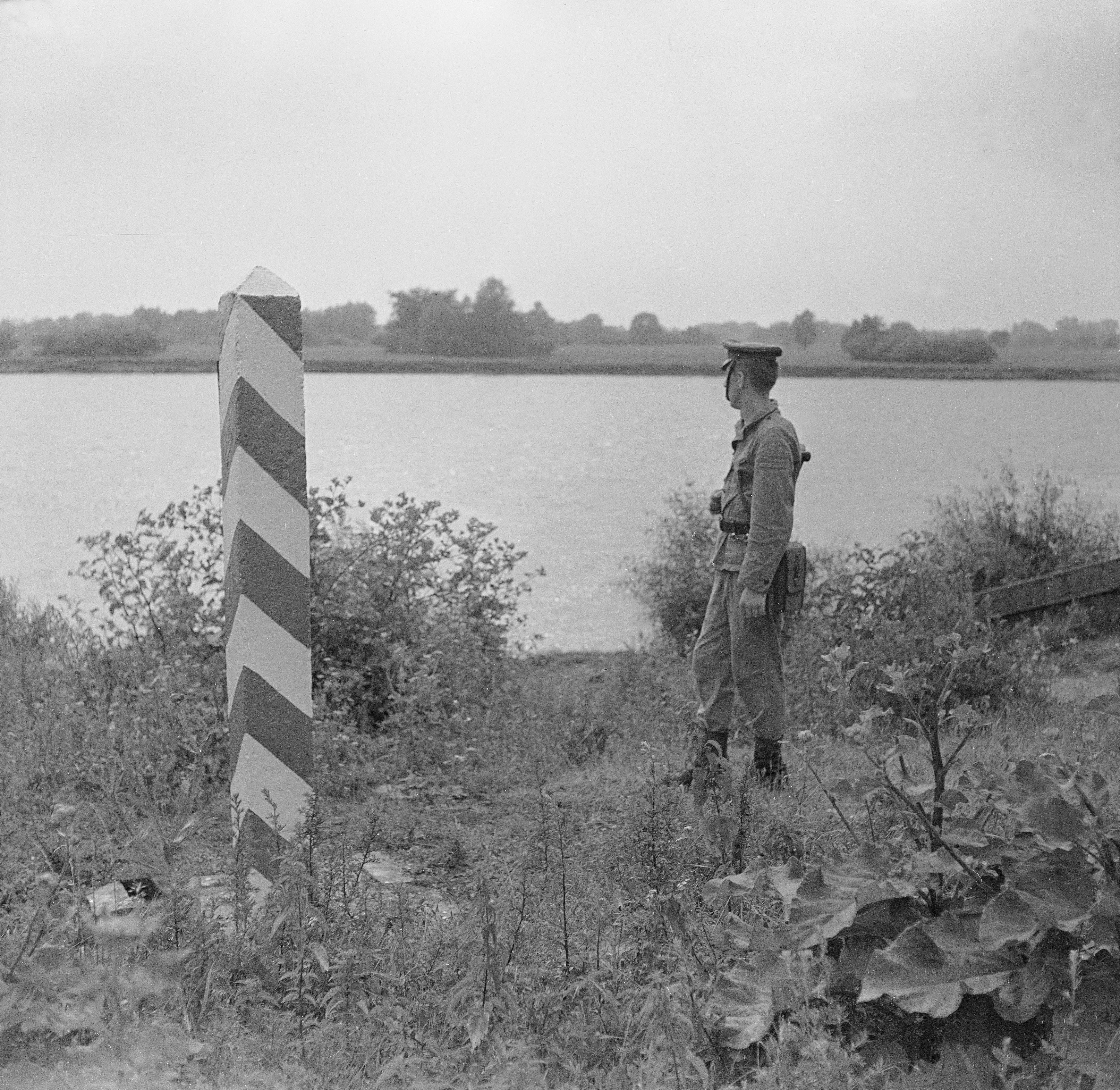
Granica polsko-niemiecka, element służby granicznej patroluje teren nad Odrą w rej. Czelina. Widoczny znak gran. (lipiec 1968)

W 1960 funkcjonowała jako 28 strażnica WOP III kategorii Czelin w strukturach 122 batalionu WOP. Rozkazem organizacyjnym dowódcy WOP nr 0148 z 2 września 1963 przeformowano ze Strażnicy WOP lądowej kategorii III Czelin na 20 strażnicę WOP rzeczną kategorii I Czelin w strukturach ww. batalionu. Lata 60., w skład obsady strażnic włączono załogi jednostek pływających, a wiec sterników i motorzystów, którzy tym samym wzmocnili kadrę techniczną.
W kwietniu 1976 Wojska Ochrony Pogranicza przeszły na dwuszczeblowy system zarządzania. Strażnica WOP Czelin podporządkowana została bezpośrednio pod sztab 12 Pomorskiej Brygady WOP w Szczecinie, a w 1984 utworzonego batalionu granicznego PM WOP w Chojnie, jako Strażnica WOP Lądowa rozwinięta w Czelinie. Batalion Graniczny Pomorskiej Brygady WOP w Chojnie funkcjonował do 31 października 1989 i 1 listopada 1989 został rozformowany, a Strażnica WOP Czelin podporządkowana została bezpośrednio pod sztab Pomorskiej Brygady WOP już jako Strażnica WOP Lądowa kadrowa w Czelinie (na czas „P” kadrowa). Tak funkcjonowała do 15 maja 1991. Żołnierze służby zasadniczej WOP z ostatnich poborów nadal pełnili służbę w strażnicy. 
Straż Graniczna:
15 maja 1991 po rozwiązaniu Wojsk Ochrony Pogranicza, 16 maja 1991 strażnica została przejęta przez Pomorski Oddział Straży Granicznej w Szczecinie i przyjęła nazwę Strażnica Straży Granicznej w Czelinie (Strażnica SG w Czelinie).
W 2000 rozpoczęła się reorganizacja struktur Straży Granicznej, związana z przygotowaniem Polski do wstąpienia, do Unii Europejskiej i przystąpieniem do Traktatu z Schengen. W wyniku tej restrukturyzacji 1 października 2002 Strażnica SG w Czelinie przejęła obszar służbowej odpowiedzialności po rozformowanej strażnicy SG w Namyślinie.
Jako Strażnica Straży Granicznej w Czelinie funkcjonowała do 23 sierpnia 2005 i 24 sierpnia 2005 Ustawą z 22 kwietnia 2005 O zmianie ustawy o Straży Granicznej... została przekształcona na Placówkę Straży Granicznej w Czelinie (PSG w Czelinie).

## Ochrona granicy
W 1960 28 strażnica WOP III kategorii ochraniała odcinek granicy państwowej o długości 11 600 m:
- Włącznie od znaku granicznego nr 585, wyłącznie do znaku granicznego nr 606.

Straż Graniczna:
1 października 2002 odcinek strażnicy został wydłużony po przejęciu odcinka rozformowanej strażnicy SG w Namyślinie.

## Wydarzenia

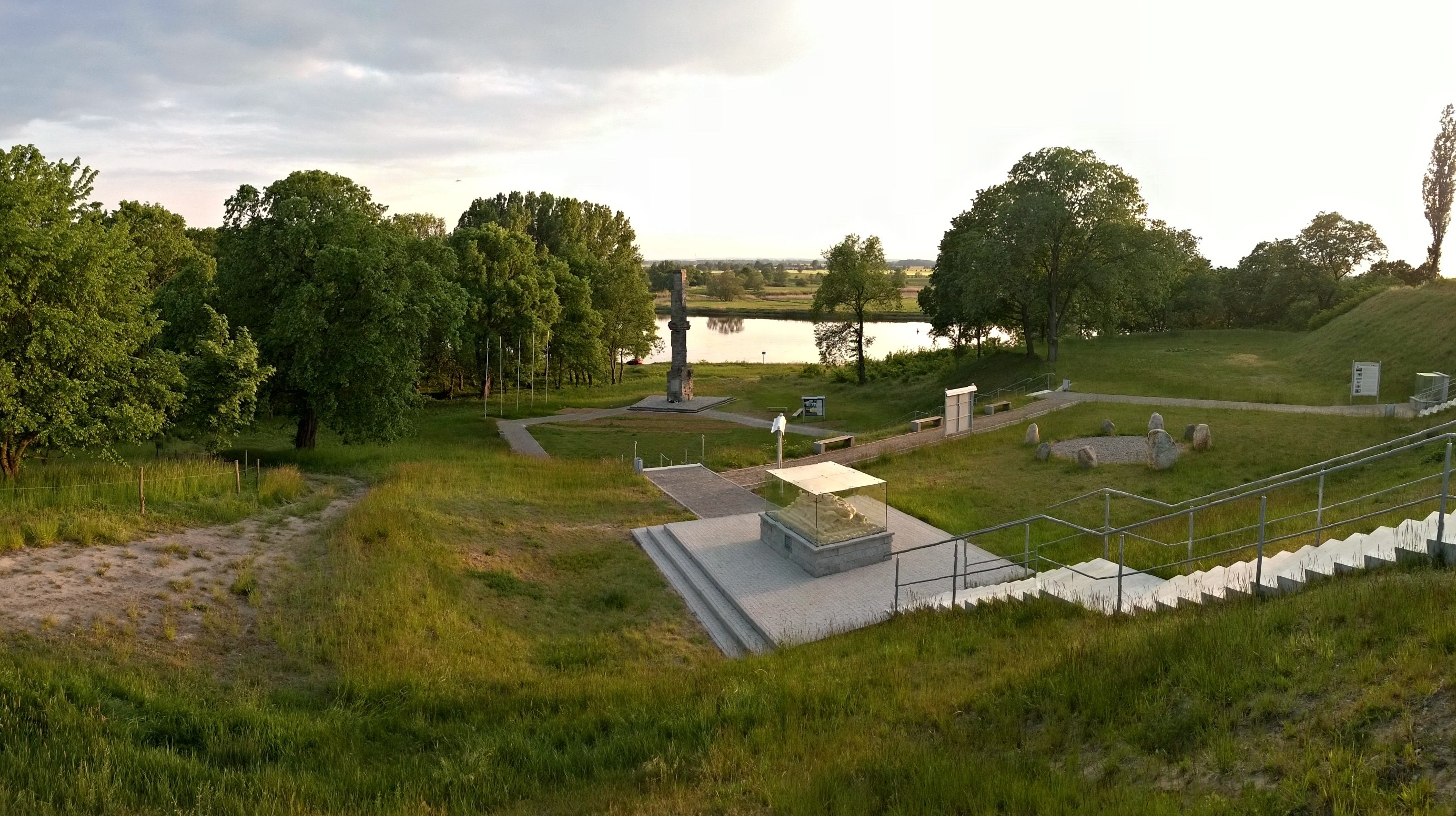
Obelisk projektu rzeźbiarki Anny Paszkiewicz symbolizujący słup graniczny (maj 2015)

- 1945 – 27 lutego żołnierze 6 Samodzielnego Batalionu Pontonowo-Mostowego 1 Armii Wojska Polskiego wbili pierwszy znak graniczny nad brzegiem Odry. Biało-czerwony słup wyciosał kapral Adolf Wydrzyński. Wraz ze słupem wkopano do ziemi butelkę z aktem erekcyjnym upamiętniającym ten fakt z podpisami biorących udział w zdarzeniu żołnierzy. Do słupa przybito tablicę z napisem „Polska”, orłem i informacjami o odległościach do Warszawy (474 km) i Berlina (64 km). W październiku 1968 na miejscu słupa postawiono obelisk projektu rzeźbiarki Anny Paszkiewicz symbolizujący słup graniczny. Pomnik ma przypominać o wydarzeniu z 1945. Ma on formę kolumny z kamienia łupanego. Około 100 m na zachód od właściwego obelisku stoi w lesie obelisk mały. Zaprojektował go komandor Henryk Kalinowski, a wykonali żołnierze ze Szczecina–Podjuch. Stał on od 1960 do 1968 na miejscu obecnego pomnika[20].

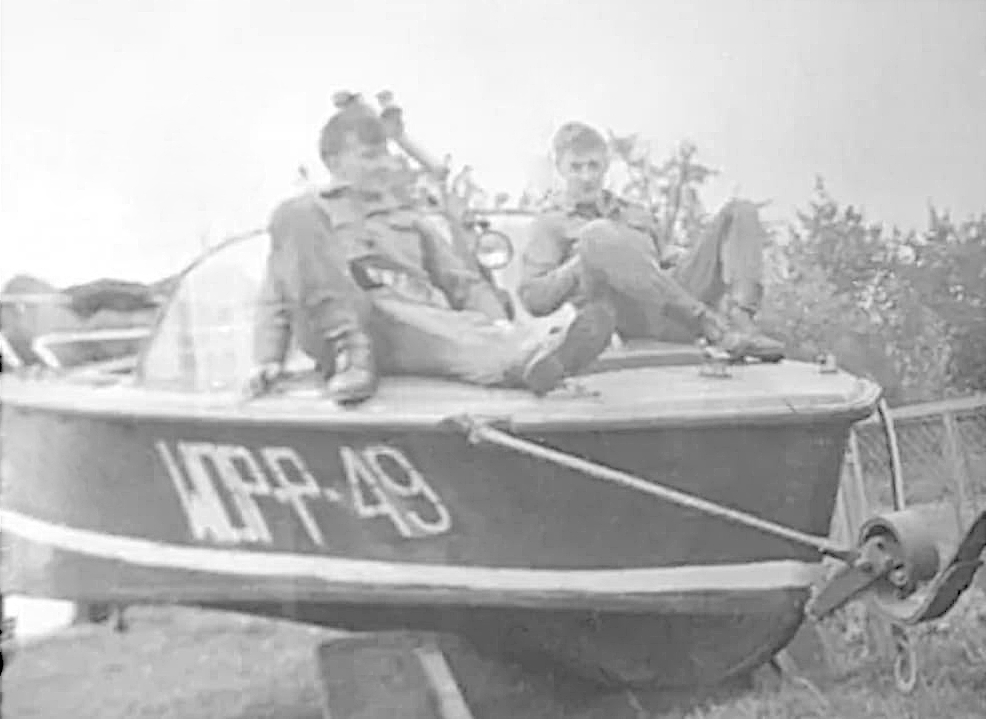
Żołnierze WOP na kutrze patrolowym KR-70 Jesion stojącym na ZN-ie (1988)

- 1968 – Stocznia Marynarki Wojennej przekazała dla WOP pierwszą partię kutrów rozpoznawczych, które skierowano do służby rzecznej na odrzańskim odcinku granicy zachodniej Pomorskiej Brygady WOP (W latach następnych zaopatrzono w nie pozostałe strażnice rzeczne)[21].
- 1976 – wycofano z granicy rowery, zastępując je motocyklami małolitrażowymi; WSK-175 dla kadry i WSK-125 dla żołnierzy służby zasadniczej (5–13 motocykli w zależności od obsady i na jakiej granicy). Wyposażone w łączność radiową motocykle stały się podstawowym środkiem transportu w służbie patrolowej i rozpoznawczej[22].
- 13 grudnia 1981–22 lipca 1983 – (stan wojenny w Polsce), normę służby granicznej dla żołnierzy podwyższono z 8 do 12 godzin na dobę. Ścisłą kontrolą objęto całą strefę nadgraniczną. W stan gotowości były postawione pododdziały odwodowe[23]. Wzmocniono kontrolę ruchu jednostek pływających[24].

## Sąsiednie graniczne jednostki organizacyjne

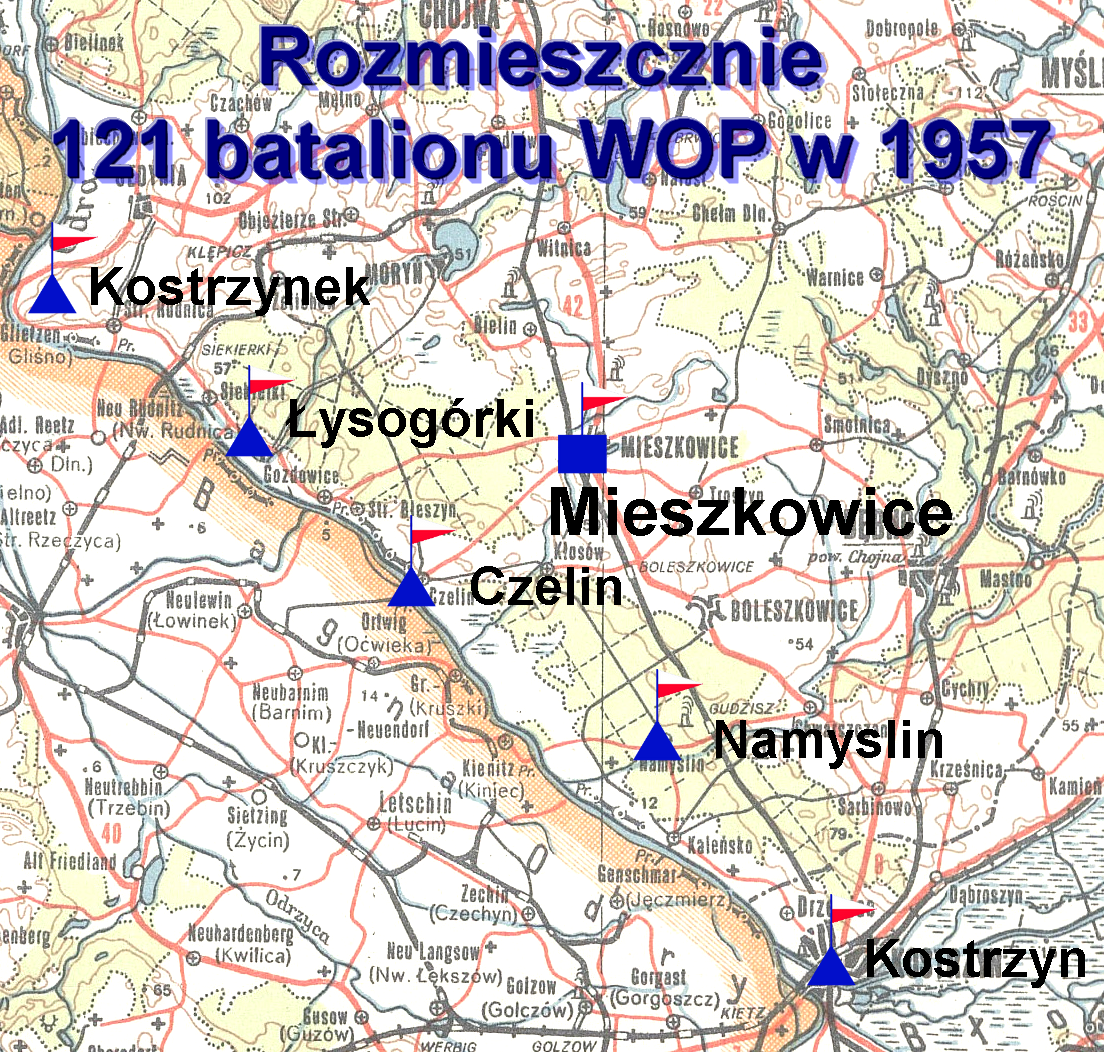

- 52 strażnica WOP Namyślin ⇔ 54 strażnica WOP Glickie Łyse Górki – 1946
- Strażnica nr 52 OP Namyślin ⇔ Strażnica nr 54 OP Stare Łysogórki – 1949
- Strażnica WOP Namyślin nr 50 ⇔ Strażnica WOP nr 52 Łysogórki – 15.03.1954
- Strażnica WOP Namyślin III kat. nr 22 ⇔ Strażnica WOP Łysogórki III kat. nr 24 – 1956
- Strażnica WOP Namyślin nr 1 ⇔ Strażnica WOP Łysogórki nr 3 – 1958
- 29 strażnica WOP III kat. Namyślin ⇔ 27 strażnica WOP III kat. Łysogórki – 1.01.1960
- 21 strażnica WOP rzeczna I kat. Namyślin ⇔ 19 strażnica WOP rzeczna I kat. Łysogórki – 1.01.1964
- Strażnica WOP Namyślin lądowa rozwinięta ⇔ Strażnica WOP Cedynia lądowa rozwinięta – 1984
- Strażnica WOP lądowa kadrowa w Namyślinie ⇔ Strażnica WOP lądowa kadrowa w Cedyni – 1.10.1989

Straż Graniczna:
- Strażnica SG w Namyślinie ⇔ Strażnica SG w Cedyni – 16.05.1991[17]
- Strażnica SG w Kostrzynie ⇔ Strażnica SG w Cedyni – 1.10.2002[17]
- GPK SG w Kostrzynie ⇔ GPK SG w Osinowie Dolnym – 2.01.2003[17].

## Komendanci/dowódcy strażnicy
- ppor. Józef Juchta (był w 10.1946)[26]
- Augustyn Iżyniec (1.01.1949–06.03.1949)[27]
- ppor./kpt. Stanisław Otwinowski (1952–1961)[28]
- ppor. Leon Tutak p.o. (1961–1962)[29]
- kpt. Stanisław Muszyński (1962–1964)
- por. Henryk Rokicki (1964–1965)
- por. Leon Nita (od 1965)

Komendanci strażnicy SG:
- mjr SG Roman Tyszkiewicz
- mjr SG Dariusz Makowski.